# Diplodocidae
Diplodokidi neboli příslušníci čeledi Diplodocidae byli rozšířenou skupinou sauropodních dinosaurů z kladu Flagellicaudata, a to především z období pozdní jury.

## Výzkum
Žili na území dnešních kontinentů Severní Amerika, Afrika i Evropa, objeveni však již byli i v Jižní Americe. Zkameněliny zástupců této čeledi byly objeveny také v sedimentech z období střední jury na území Mexika. Čeleď spadá do kladu Diplodocimorpha.
Do této čeledi patří také nejdelší dosud známí obratlovci vůbec – například rody Diplodocus a Supersaurus mohli dosáhnout délky kolem 34 metrů. Podle novějších údajů z roku 2021 byl Supersaurus dlouhý až kolem 40 metrů, což by z něj činilo nejdelšího známého obratlovce vůbec.
U fosilie odrostlého mláděte diplodokida z Montany (s nejistým systematickým zařazením a stářím kolem 145 milionů let) s přezdívkou „Dolly“ byla zjištěna pravděpodobná infekce respiračního aparátu v podobě změn na kostních dutinách pro někdejší vzdušné vaky, které sauropodům pomáhaly s dýcháním.

## Popis
Diplodokidi byli oproti titanosaurním a brachiosauridním sauropodům relativně štíhle stavění, přesto šlo o mohutné a především extrémně dlouhé dinosaury. Jejich nohy byly poměrně krátké, zato krk i ocas dosahovaly značných délek. Zadní nohy byly obvykle delší než přední. Jak už dnes víme, na hřbetní straně těla některých zástupců se táhl nízký hřeben jakýchsi špičatých keratinózních výběžků. Hlava byla poměrně malá. Krk zřejmě nemohl být zvedán příliš vysoko nad rovinu trupu, jak ukázaly počítačové simulace. Tito dinosauři také prokazatelně pojídali gastrolity, oblé kameny, pomáhající jim v trávení. Výzkum lebečních kostí dokazuje, že tito dinosauři pravděpodobně měli do jisté míry vyvinutou kinezi jednotlivých částí lebky, tedy že se jednotlivé lebeční kosti mohly vůči sobě mírně pohybovat. Díky tomu mohli diplodokidi lépe mechanicky zpracovávat rostlinnou potravu.

## Ocas
Konce ocasů apatosaurinních dinosaurů (tedy v případě rodů Apatosaurus, Brontosaurus a Amphicoelias) se podle této hypotézy mohly při rychlém švihnutí pohybovat na krátkou chvíli nadzvukovou rychlostí (vytvořily aerodynamický třesk podobný prásknutí bičem). Tímto způsobem se mohli dorozumívat a také odhánět útočící dravé dinosaury. V roce 2022 byla ale publikována další odborná práce, využívající podstatně dokonalejšího počítačového modelu, který doložil, že ve skutečnosti se konec ocasu těchto sauropodů pohyboval nanejvýš rychlostí kolem 33 m/s (zhruba 120 km/h). Přesto mohly ocasy těchto sauropodů sloužit k vnitrodruhové komunikaci, vzájemným soubojům i obraně před teropodními dinosaury.
Podle jiné teorie mohly ocasy diplodokidních sauropodů sloužit jako pomůcka pro komunikaci a udržování kontaktu v průběhu krmení i pohybů stáda (které tak bylo kompaktnější a celkově rychlejší, resp. pohybově efektivnější).

## Růst
Lebka mláděte diplodocida, vědecky popsaná v roce 2018 (měřící na délku zhruba 24 cm) poskytla množství informací o ontogenetickém růstu a tvarových i fyziologických změnách diplodocidních sauropodů v průběhu jejich růstu. Lebka asi 2 až 4 roky starého mláděte o celkové délce kolem 4 metrů byla objevena v souvrství Morrison z období pozdní jury a patřila zřejmě přímo rodu Diplodocus.
Domnělý gigantický druh Seismosaurus hallorum, jehož délka byla původně odhadována až na 52 metrů, je podle současných poznatků pouze velkým jedincem diplodoka, konkrétně druhu Diplodocus hallorum. S délkou až 32 metrů patřil k nejdelším známým dinosaurům.

## Klasifikace
Čeleď diplodokidů se dělí na dvě hlavní podčeledi – Apatosaurinae a Diplodocinae.
- Čeleď Diplodocidae
  -     - Amphicoelias
    - Australodocus
    - Cetiosauriscus
    - Dinheirosaurus

  - Podčeleď Apatosaurinae
    - Apatosaurus
    - Atlantosaurus
    - Brontosaurus

  - Podčeleď Diplodocinae
    - Ardetosaurus
    - Galeamopus
    - Barosaurus[16][17]
    - Diplodocus
    - Supersaurus
    - Kaatedocus
    - Leinkupal
    - Tornieria

## V populární kultuře
Zástupci této skupiny sauropodních dinosaurů patří již od konce 19. století mezi nejznámější a nejpopulárnější. To dokazují například rody Brontosaurus, Apatosaurus, Diplodocus nebo později popsaný Supersaurus.